# Sous-préfecture de Hachijō
La sous-préfecture de Hachijō (八丈支庁, Hachijō shichō) est une sous-division du gouvernement de la préfecture de Tōkyō au Japon.
Elle inclut :
- le bourg de Hachijō (八丈町, Hachijō-machi?) composé des îles Hachijō-jima (八丈島?, lit. « île de huit jō ») et Hachijōkojima (八丈小島?, lit. « petite île de huit jō ») ;

- le village d'Aogashima (青ヶ島村, Aogashima-mura?, lit. « île bleue ») de l'île du même nom ;

- ainsi que quatre îles inhabitées : Torishima (鳥島?, lit. « île oiseau »), l'île Smith (須美寿島, Sumisu-tō/Sumisu-jima?), les rochers Bayonaise (ベヨネース列岩, Beyonēsu retsugan?, lit. « chaine de rochers Bayonaise ») et le rocher Sōfu (孀婦岩, Sōfu-iwa/Sōfu-gan?, Lot's Wife en anglais).

Ces îles volcaniques font partie de l'archipel d'Izu et donc du parc national de Fuji-Hakone-Izu.

## Hachijō
- Hachijō-jima : cette île de 72,62 km2 (altitude de 854 m) est située à 300 km au sud de Tokyo, et peuplée de près de 8 600 habitants. Un bateau la dessert à partir du quai Takeshiba (竹芝桟橋, Takeshiba sanbashi?) dans le quartier de Hamamatsuchō à Tokyo. Outre le bateau, des vols partent de l'aéroport international de Tokyo Haneda.

- Hachijōkojima : petite île inhabitée de 3,08 km2 à l'ouest de Hachijōjima.

## Aogashima
Aogashima (5,98 km2, 200 habitants) est située à 354 km au sud de Tokyo.

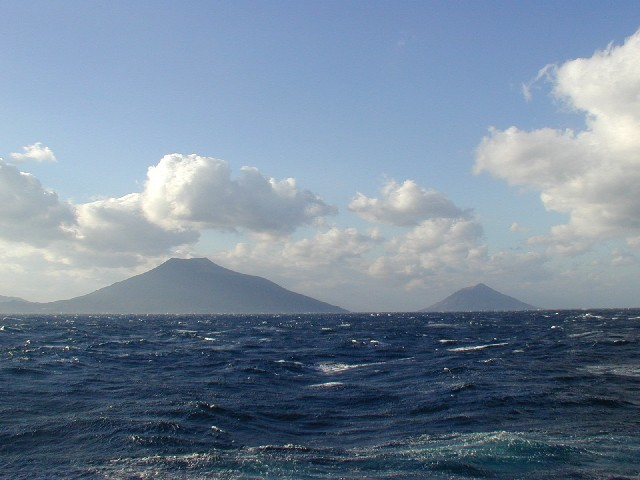
Hachijōjima.
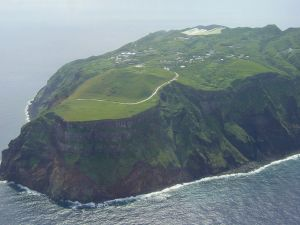
Aogashima.
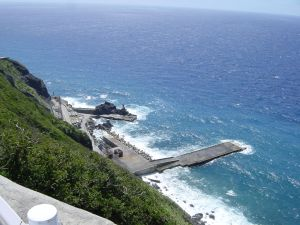
Port d'Aogashima.